# Головченко Тетяна Іванівна
Тетя́на Іва́нівна Голо́вченко (* 1980) — українська спортсменка-легкоатлетка.
Майстер спорту міжнародного класу — на всіх дистанціях від 800 метрів до марафону.

## Життєпис
Народилась 1980 року в місті Охтирка (Сумська область). У спорті з 1992-го — на урок прийшов тренер, щоб записати дітей на секцію легкої атлетики, і Тетяна погодилася. В 10-му класі отримала перший спортивний розряд.
В 1998—2004 роках виступала за команду сумського спортивного товариства «Колос».
З 2001 року є в складі національної збірної України з легкої атлетики.
Закінчила Сумський (2002) та Харківський педагогічні університети.
Майстер спорту міжнародного класу (2004). Від того ж року представляє сумське спортивне товариство «Динамо-Україна».
Переможниця Чемпіонату Європи з кросу 2006 року.
Посіла першу сходинку марафонського бігу Чемпіонату світу з легкої атлетики-2011.
На Літній Універсіаді-2005 посіла другу сходинку в бігу на 1500 і 3000 метрів; на Літній Універсіаді-2007 — дистанції 1500 і 5000 метрів.
На Чемпіонаті України з легкої атлетики-2008 на дистанції 1500 здобула золоту нагороду.
Стала переможницею дистанції 5000 метрів на Всеукраїнських літніх спортивних іграх 2007 року.
Чемпіонка України 2014 року — легкоатлетичний крос 8 кілометрів.
Здобула срібні нагороди в бігу на 5000 метрів — на Чемпіонаті України з легкої атлетики-2002, 2003 й 2004 років.
Срібна призерка Чемпіонату України з легкої атлетики-2019 — естафетний біг 4×800 метрів, команда Сумської області — вона та Вероніка Калашнікова, Марія Радько й Яна Тимошенко.
Здобула бронзову нагороду на Чемпіонат України з легкої атлетики-2000 в бігу на 5000 метрів; в бігу на 1500 метрів — на Чемпіонаті 2005 й 2006 років.
Бронзова призерка Чемпіонату України з легкої атлетики-2018 — естафетний біг 4х800 метрів, вона та Ірина Коваль, Яна Нагорна і Радько Марія.
Найкращий особистий час:
- 800 метрів — 2: 00,81 хв (2004)
- 1500 метрів — 4: 05.01 хв (2006)
- 3000 метрів — 8: 50,67 хв (2004)
- 5000 метрів — 15: 26,88 хв (2007)

Від 2014 року — тренер, вихованці — Віталій Івах і Яна Нагорна.